# 克里姆里奇 (新澤西州)
克里姆里奇（英語：Cream Ridge）是位於美國新澤西州蒙茅斯縣的普查規定居民點。

## 人口
根據2020年美國人口普查的數據，克里姆里奇的面積為7.88平方千米，當中陸地面積為7.82平方千米，而水域面積為0.06平方千米。當地共有人口630人，而人口密度為每平方千米79.95人。